# Anaïs Michel
Anaïs Michel (Langres, 12 gennaio 1988) è una sollevatrice francese.
È stata due campionessa europea. Vanta la partecipazioni ai Giochi olimpici estivi di Tokyo 2020.

## Palmarès
- Europei

Spalato 2017: oro nei 48 kg.
Bucarest 2018: argento nei 48 kg.